# سنجاب‌ماهی سامارا
سنجاب‌ماهی سامارا (نام علمی: Neoniphon sammara) نام یک گونه از تیره سنجاب‌ماهیان است.